# Schronisko w Warowni Dolnej
Schronisko w Warowni Dolnej – schronisko w skale Warownia Dolna w rezerwacie przyrody Skamieniałe Miasto w Ciężkowicach, w województwie małopolskim, w powiecie tarnowskim. Pod względem geograficznym znajduje się na Pogórzu Ciężkowickim będącym częścią Pogórza Środkowobeskidzkiego.
Jest to nyża u podstawy Skały Warownia Dolna. Ma długość 2 m,  szerokość do 2,2 m i wysokość 0,6 m. Powstała w piaskowcu ciężkowickim w wyniku osunięcia i erozji wietrzeniowej. Jest sucha i w całości widna. Nie obserwowano zwierząt ani roślin.
Schronisko zostało opisane przez W.F. Gubałę w lipcu 2005 r. On też opracował jego plan.

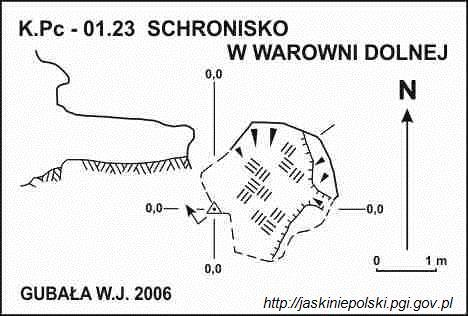
Plan